# Musée de la Serrure
Musée de la Serrure (Muzeum zámečnictví) bylo muzeum v Paříži. Sídlilo v městském paláci Hôtel Libéral Bruant ve 3. obvodu v ulici Rue de la Perle. Muzeum se zaměřovalo na dějiny zámečnictví.

## Historie
Muzeum založila v roce 1976 společnost Bricard. Palác Hôtel Libéral Bruan pronajalo město Paříž společnosti v roce 1968 s podmínkou, že jej zrestauruje pro muzejní účely. Muzeum bylo věnováno dějinám zámečnictví od starověku po současnost. V roce 2003 bylo uzavřeno.